# 康科德河

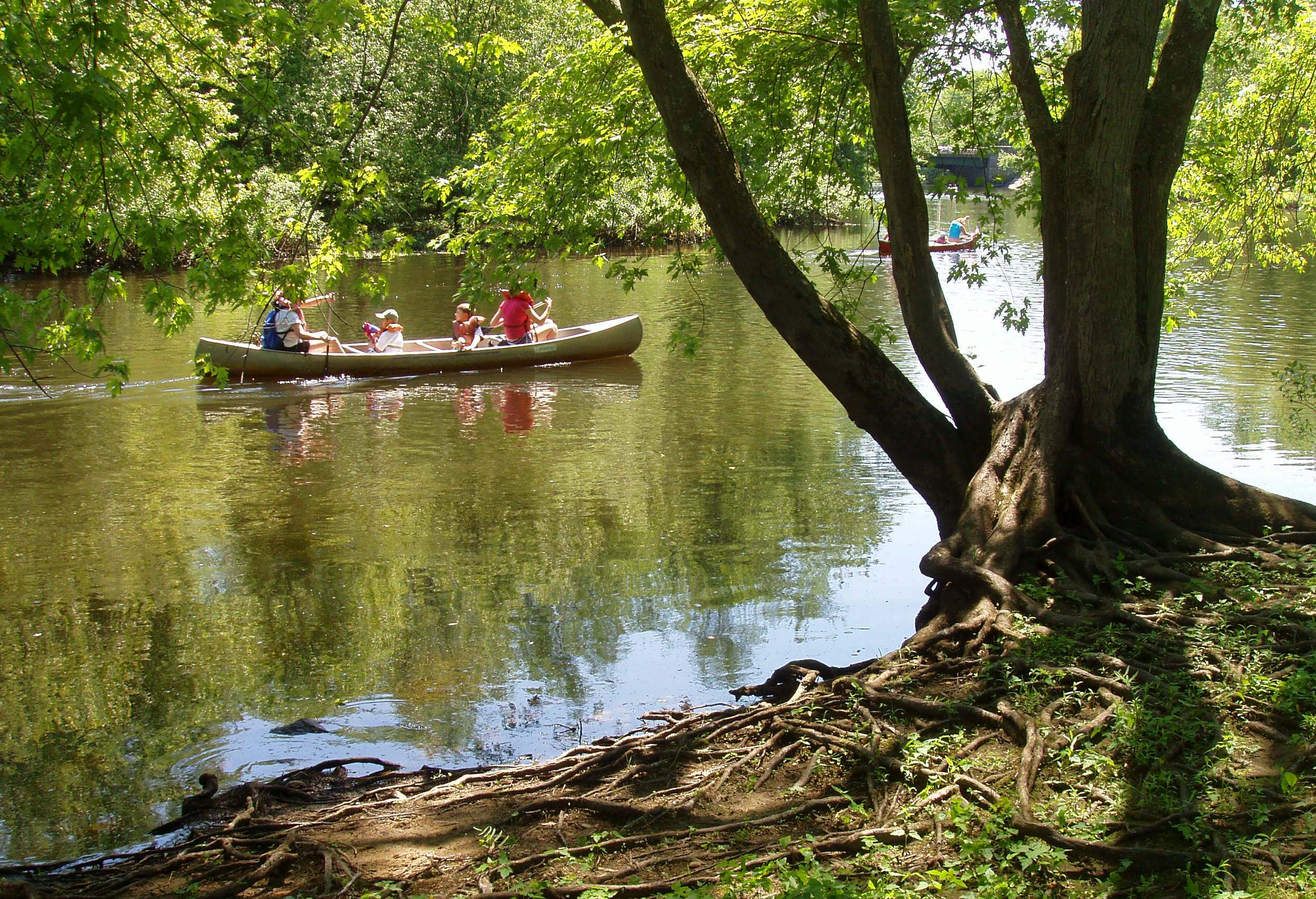
康科德河上的小舟

康科德河（英語：Concord River）是美国马萨诸塞州东部的一条长16.3-英里（26.2-）的河流，是梅里马克河的支流，流经波士顿西北部的城郊和乡野。康科德河是美国历史上著名的小河，通常意义上的美国独立战争第一战——列克星敦和康科德战役发生于此处，康科德河也是19世纪美国哲学家亨利·戴维·梭罗的名著《在康科德河与梅里马克河上一周》的主题。